# Denys Shurman
Denys Shurman (Ucrania, 6 de noviembre de 1986) es un árbitro de fútbol profesional ucraniano internacional.

## Partidos internacionales
A continuación se listan los partidos internacionales donde ha actuado como árbitro principal.

## Eurocopa Sub-17
| Eurocopa Sub-17          | Eurocopa Sub-17                | Eurocopa Sub-17 | Eurocopa Sub-17          | Eurocopa Sub-17 | Eurocopa Sub-17                          | Eurocopa Sub-17 | Eurocopa Sub-17 |
| Fecha                    | Partido                        | Sede            | Fase                     | Amonestado      | Otorgado · Otorgado otra vez · Expulsado | Expulsado       | Anotado · Penal |
| ------------------------ | ------------------------------ | --------------- | ------------------------ | --------------- | ---------------------------------------- | --------------- | --------------- |
| 3 de octubre de 2018     | Liechtenstein 0 – 2 Montenegro | Uddevalla       | Grupos (Clasificatorias) | 3               | 0                                        | 0               | 0               |
| 30 de septiembre de 2018 | Países Bajos 6 – 0 Montenegro  | Uddevalla       | Grupos (Clasificatorias) | 4               | 0                                        | 0               | 2               |
| 27 de marzo de 2018      | Noruega 3 – 0 Grecia           | Patras          | Ronda Élite              | 9               | 1                                        | 0               | 0               |
| 24 de marzo de 2018      | Escocia 1 – 2 Noruega          | Patras          | Ronda Élite              | 6               | 1                                        | 0               | 0               |

## Liga Europa de la UEFA
| Liga Europa de la UEFA | Liga Europa de la UEFA           | Liga Europa de la UEFA | Liga Europa de la UEFA       | Liga Europa de la UEFA | Liga Europa de la UEFA                   | Liga Europa de la UEFA | Liga Europa de la UEFA |
| Fecha                  | Partido                          | Sede                   | Fase                         | Amonestado             | Otorgado · Otorgado otra vez · Expulsado | Expulsado              | Anotado · Penal        |
| ---------------------- | -------------------------------- | ---------------------- | ---------------------------- | ---------------------- | ---------------------------------------- | ---------------------- | ---------------------- |
| 26 de junio de 2018    | UE Sant Julià 0 – 2 Gżira United | Andorra la Vieja       | Primera ronda clasificatoria | 7                      | 0                                        | 0                      | 2                      |